# 일진 나쁜녀석들
"일진 나쁜녀석들"은 2020년에 개봉한 대한민국의 영화이다.

## 캐스팅
주연
- 서세명 : 진만 역
- 남승민 : 민수 역
- 한초원 : 수정 역

조연
- 이도연 : 민재 역
- 주진수 : 민철 역
- 임준혁 : 민재 역
- 최문기 : 미우라 역
- 박태진: 사카모토 역
- 이은석 : 츠다 역
- 오우진 : 요시다 역
- 김이슬 : 미요 역

단역
- 최낙희 : 카페주인 역
- 김승민 : 체육관 관장 역
- 정윤하 : 뉴스 아나운서 역
- 노경덕 : 한구 역
- 이상진 : 재호 역
- 문다현 : 지웅 역
- 오원권 : 태성 역

우정출연
- 문영동 : 보수채널 역
- 노진수 : 진보채널 역
- 박종환 : 도장가게 주인 역
- 송대중 : 경찰관 역